# Faya-Largeau
Faya-Largeau (del francés: Faya-Largeau), en árabe: فايا لارج‎ translit. Fāyā Lārǧū), (también conocida como Faya) es la ciudad más grande del norte de Chad, y la capital de la Región de Borkou (hasta 2008, Región de Borkou-Ennedi-Tibesti).

## Historia
Ubicada en el extremo de algunos caminos del Sahara, sirvió como centro para el comercio transahariano. La caravana proveniente del área alrededor del lago Chad, se bifurcaba al norte, en Faya, en dos rutas: una con orientación noroeste, a través de las montañas del Tibesti, que se dirigía al oasis del Fezán, y otra con al noreste, desembocaba en el oasis de Kufra, en el sureste de la actual Libia.
Originalmente llamada Faya, la ciudad pasó a llamarse Largeau en honor al coronel francés Étienne Largeau, antiguo administrador militar de la colonia del Chad, cuando los franceses conquistaron el Borkou en 1913; después de la independencia de Chad, tomó el nombre de Faya-Largeau. Se encuentra en un oasis del desierto del Sahara, en la gran depresión de Bodele extremo norte a 790 kilómetros al noreste de la capital, Yamena, a una altitud de 245 m sobre el nivel del mar.
La ciudad fue tomada por Libia cuando se anexionó la franja de Auzú en 1975, pero fue retomada por las fuerzas de Hissène Habré en 1980. Libia recapturó Faya-Largeau en 1983, pero se retiró en 1987.

## Economía
Debido considerables fuente subterráneas de agua en la ciudad, la principal industria es la agricultura, a la vez que inmediatamente al norte de Faya existen tres lagos. La ciudad cuenta con un aeropuerto (IATA: FYT, OACI: FTTY), de pista pavimentada. 

## Demografía
| Año  | Población |
| ---- | --------- |
| 1993 | 9.867     |
| 2008 | 14.123    |

## Clima
| Parámetros climáticos promedio de Faya-Largeau | Parámetros climáticos promedio de Faya-Largeau | Parámetros climáticos promedio de Faya-Largeau | Parámetros climáticos promedio de Faya-Largeau | Parámetros climáticos promedio de Faya-Largeau | Parámetros climáticos promedio de Faya-Largeau | Parámetros climáticos promedio de Faya-Largeau | Parámetros climáticos promedio de Faya-Largeau | Parámetros climáticos promedio de Faya-Largeau | Parámetros climáticos promedio de Faya-Largeau | Parámetros climáticos promedio de Faya-Largeau | Parámetros climáticos promedio de Faya-Largeau | Parámetros climáticos promedio de Faya-Largeau | Parámetros climáticos promedio de Faya-Largeau |
| Mes                                            | Ene.                                           | Feb.                                           | Mar.                                           | Abr.                                           | May.                                           | Jun.                                           | Jul.                                           | Ago.                                           | Sep.                                           | Oct.                                           | Nov.                                           | Dic.                                           | Anual                                          |
| ---------------------------------------------- | ---------------------------------------------- | ---------------------------------------------- | ---------------------------------------------- | ---------------------------------------------- | ---------------------------------------------- | ---------------------------------------------- | ---------------------------------------------- | ---------------------------------------------- | ---------------------------------------------- | ---------------------------------------------- | ---------------------------------------------- | ---------------------------------------------- | ---------------------------------------------- |
| Temp. máx. abs. (°C)                           | 39                                             | 43                                             | 44                                             | 49                                             | 49                                             | 49                                             | 47                                             | 46                                             | 46                                             | 47                                             | 39                                             | 36                                             | 49                                             |
| Temp. máx. media (°C)                          | 29                                             | 32                                             | 36                                             | 40                                             | 44                                             | 43                                             | 43                                             | 40                                             | 39                                             | 39                                             | 33                                             | 28                                             | 37                                             |
| Temp. mín. media (°C)                          | 12                                             | 14                                             | 18                                             | 21                                             | 24                                             | 24                                             | 24                                             | 24                                             | 24                                             | 22                                             | 18                                             | 13                                             | 20                                             |
| Temp. mín. abs. (°C)                           | 4                                              | 7                                              | 11                                             | 14                                             | 17                                             | 17                                             | 16                                             | 16                                             | 17                                             | 12                                             | 9                                              | 3                                              | 3                                              |
| Precipitación total (mm)                       | 0                                              | 0                                              | 0                                              | 0                                              | 0                                              | 0                                              | 0                                              | 18                                             | 0                                              | 0                                              | 0                                              | 0                                              | 18                                             |
| Fuente: BBC Weather agosto de 2010             |                                                |                                                |                                                |                                                |                                                |                                                |                                                |                                                |                                                |                                                |                                                |                                                |                                                |

Al estas situada en el Sahara, el clima Faya está clasificado como "desierto caliente" (BWh) en la clasificación climática de Köppen. Experimenta inviernos cálidos y veranos muy cálidos, con una temperatura máxima promedio alcanzando los 44 °C en mayo, y la mínima promedio alcanzando su nivel más bajo en enero, con 12 °C. Las  precipitaciones medias están en el orden de los 0 milímetros al mes, excepto en el mes de agosto, cuando recibe 18 milímetros. Presenta picos de humedad relativa en verano (66% por las mañanas en agosto) y de nuevo en invierno. Caen en otoño y primavera (17% en abril).